# 元木あき
元木 あき（もとき あき、1985年2月9日 - ）は日本の元グラビアアイドル。NeKOインターナショナル所属していた。

## 人物
バストサイズは「HとIの間」として「Hiカップ」（ハイカップ）という表現がされている場合もある。
男勝りの性格にハーレーダビッドソン運転というワイルドな趣味を持つ異色グラビアアイドル。モデルを目指していたが胸が大きすぎたことから水着グラビア路線に転向、2005年に野田義治率いるサンズエンタテインメントからデビューした。
芸能人女子フットサルチーム「carezza」の元メンバー。

## 作品

### イメージビデオ
- 元木あき mellow（2005年7月22日、竹書房）
- 元木あき Over flow（2005年10月20日、ラインコミュニケーションズ）
- 元木あき ブラウンシュガー（2005年10月21日、ジェネオン エンタテインメント）
- muscly 元木あき（2006年2月24日、ジェネオン エンタテインメント）
- Innocent 元木あき（2006年7月7日、IDOL-TV JAPAN）

### 写真集
- What!―元木あき写真集（2005年7月、ワニマガジン社）

## 参考
1. ↑  “YS乙女学院 綺羅2組”.   小学館 (2005年6月29日). 2006年11月26日閲覧。
2. ↑  DVD『Innocent 元木あき』（IDOL-TV JAPAN）
3. ↑  野田, 義治 (2005年4月2日). “野田社長の巨乳ビジネス概論  タレントの応援をするのも仕事のうち…。”. 2006年11月26日閲覧。[リンク切れ]